# Иванов, Христо (футболист)
Христо Иванов (болг. Христо Иванов; 6 апреля 1982, Плевен, Болгария) — болгарский футболист, вратарь. 

## Биография

### Клубная карьера
Начинал карьеру в клубе из своего родного города «Спартак» (Плевен). В свой первый сезон выиграл с командой первую болгарскую лигу и вышел в высшую лигу, где отыграл 27 матчей. В элитном дивизионе «Спартак» не задержался и уже через год вернулся в первую лигу. В 2003 году Иванов подписал контракт с клубом «Видима-Раковски», вместе с которым выступал как в первой, так и высшей лиге. Летом 2009 года перешёл в клуб высшей лиги «Локомотив» (Мездра), за который провёл 11 матчей, но по ходу сезона перебрался в другой клуб высшей лиги «Монтана». В дальнейшем выступал также за пловдивский «Ботев» и «Обориште». В 2017 году перешёл в клуб «Этыр», где в 2019 году стал капитаном команды.

### Карьера в сборной
В июне 2019 года 37-летний вратарь был вызван в сборную Болгарии на матчи отборочного турнира чемпионата Европы 2020 против сборных Чехии и Косова, однако на поле не вышел. Следующий вызов получил в сентябре того же года и 10 сентября, в товарищеском матче со сборной Ирландии (1:3), Иванов дебютировал за сборную, отыграв весь матч и пропустив три гола. В день матча Христо Иванову было 37 лет, 5 месяцев и 4 дня, что сделало его самым возрастным дебютантом в истории сборной.